# Takeshi Matsu
Takeshi Matsu (松武, nacido el 10 de marzo de 1973) es un artista de manga gay japonés.

## Biografía
Matsu creció en "un pueblo de alrededor de mil personas en medio de la nada" en Japón. Se encontró con obras de arte eróticas gay por primera vez mientras estaba en la escuela secundaria, después de descubrir las obras de los artistas Gengoroh Tagame y Jiraiya en las revistas para hombres gay G-men, Badi y Barazoku. Matsu irrumpió en la industria del manga como mangaka shōnen convencional, pero renunció debido a las frustraciones con los procesos editoriales de la industria. A la edad de 30 años, Matsu irrumpió en el manga gay como artista de la revista Kinnuku-Otoko (literalmente "hombre musculoso"), una revista dirigida a una audiencia cruzada de fanáticos masculinos del manga gay y fanáticos femeninas del yaoi.
Matsu ha descrito su arte como una representación de "chicos felices": sus obras a menudo se contrastan con el material más oscuro de sus compañeros, que con frecuencia representan actos de BDSM o sexo no consensuado. El artista de manga gay Gengoroh Tagame ha descrito el arte de Matsu como una representación de "el tipo de hombres que conocemos (o al menos desearíamos conocer) teniendo sexo divertido y juguetón. Este acto sexual tiene una profundidad emocional sin cargas".
Matsu fue uno de los artistas cuyas obras se incluyeron en Massive: Gay Erotic Manga and the Men Who Make It, la primera antología de manga gay en inglés, publicada por Fantagraphics Books en 2014. Dos antologías en inglés de obras de Matsu, More and More of You and Other Stories y Dr. Makumakuran and Other Stories, fueron publicadas por Bruno Gmünder Verlag en 2014 y 2015 respectivamente. Matsu publica anualmente la serie de dōjinshi en curso Between the Pine (松花堂), en coautoría con Tsukasa Matsuzaki, en Comiket.